# Козловский, Шая
Ша́я Козло́вский (пол. Szaja Kozłowski, 1910, Лодзь — 1943, там же) — известный польский шахматный композитор-этюдист, основоположник польской этюдной школы. Погиб в годы нацистской оккупации в гетто его родного города Лодзь.
О деталях его биографии сохранилось мало сведений. Первые его этюды появились в 1930-е годы, всего их около 30. Шахматные конкурсы тогда в Польше не проводились, и Козловский публиковал свои этюды в газетах («Głos Poranny», «Świat szachowy» и др.). 12 его этюдов были опубликованы в юбилейном сборнике местного шахматного клуба (1938), но после войны историки обнаружили в старых газетах ряд ранее неизвестных этюдов Козловского. В марте 1939 года участвовал в чемпионате Лодзи.
В 2013 году ему посмертно присвоено звание национального гроссмейстера (пол. arcymistrz krajowy) по шахматной композиции.

## Избранные этюды
|   | a | b | c | d | e | f | g | h |   |
| - | --- | --- | --- | --- | --- | --- | --- | --- | - |
| 8 | f8 чёрная ладья · g8 чёрный король · h8 белый слон · f7 чёрная пешка · h7 белая ладья · g6 белая пешка · f3 белый король | f8 чёрная ладья · g8 чёрный король · h8 белый слон · f7 чёрная пешка · h7 белая ладья · g6 белая пешка · f3 белый король | f8 чёрная ладья · g8 чёрный король · h8 белый слон · f7 чёрная пешка · h7 белая ладья · g6 белая пешка · f3 белый король | f8 чёрная ладья · g8 чёрный король · h8 белый слон · f7 чёрная пешка · h7 белая ладья · g6 белая пешка · f3 белый король | f8 чёрная ладья · g8 чёрный король · h8 белый слон · f7 чёрная пешка · h7 белая ладья · g6 белая пешка · f3 белый король | f8 чёрная ладья · g8 чёрный король · h8 белый слон · f7 чёрная пешка · h7 белая ладья · g6 белая пешка · f3 белый король | f8 чёрная ладья · g8 чёрный король · h8 белый слон · f7 чёрная пешка · h7 белая ладья · g6 белая пешка · f3 белый король | f8 чёрная ладья · g8 чёрный король · h8 белый слон · f7 чёрная пешка · h7 белая ладья · g6 белая пешка · f3 белый король | 8 |
| 7 | f8 чёрная ладья · g8 чёрный король · h8 белый слон · f7 чёрная пешка · h7 белая ладья · g6 белая пешка · f3 белый король | f8 чёрная ладья · g8 чёрный король · h8 белый слон · f7 чёрная пешка · h7 белая ладья · g6 белая пешка · f3 белый король | f8 чёрная ладья · g8 чёрный король · h8 белый слон · f7 чёрная пешка · h7 белая ладья · g6 белая пешка · f3 белый король | f8 чёрная ладья · g8 чёрный король · h8 белый слон · f7 чёрная пешка · h7 белая ладья · g6 белая пешка · f3 белый король | f8 чёрная ладья · g8 чёрный король · h8 белый слон · f7 чёрная пешка · h7 белая ладья · g6 белая пешка · f3 белый король | f8 чёрная ладья · g8 чёрный король · h8 белый слон · f7 чёрная пешка · h7 белая ладья · g6 белая пешка · f3 белый король | f8 чёрная ладья · g8 чёрный король · h8 белый слон · f7 чёрная пешка · h7 белая ладья · g6 белая пешка · f3 белый король | f8 чёрная ладья · g8 чёрный король · h8 белый слон · f7 чёрная пешка · h7 белая ладья · g6 белая пешка · f3 белый король | 7 |
| 6 | f8 чёрная ладья · g8 чёрный король · h8 белый слон · f7 чёрная пешка · h7 белая ладья · g6 белая пешка · f3 белый король | f8 чёрная ладья · g8 чёрный король · h8 белый слон · f7 чёрная пешка · h7 белая ладья · g6 белая пешка · f3 белый король | f8 чёрная ладья · g8 чёрный король · h8 белый слон · f7 чёрная пешка · h7 белая ладья · g6 белая пешка · f3 белый король | f8 чёрная ладья · g8 чёрный король · h8 белый слон · f7 чёрная пешка · h7 белая ладья · g6 белая пешка · f3 белый король | f8 чёрная ладья · g8 чёрный король · h8 белый слон · f7 чёрная пешка · h7 белая ладья · g6 белая пешка · f3 белый король | f8 чёрная ладья · g8 чёрный король · h8 белый слон · f7 чёрная пешка · h7 белая ладья · g6 белая пешка · f3 белый король | f8 чёрная ладья · g8 чёрный король · h8 белый слон · f7 чёрная пешка · h7 белая ладья · g6 белая пешка · f3 белый король | f8 чёрная ладья · g8 чёрный король · h8 белый слон · f7 чёрная пешка · h7 белая ладья · g6 белая пешка · f3 белый король | 6 |
| 5 | f8 чёрная ладья · g8 чёрный король · h8 белый слон · f7 чёрная пешка · h7 белая ладья · g6 белая пешка · f3 белый король | f8 чёрная ладья · g8 чёрный король · h8 белый слон · f7 чёрная пешка · h7 белая ладья · g6 белая пешка · f3 белый король | f8 чёрная ладья · g8 чёрный король · h8 белый слон · f7 чёрная пешка · h7 белая ладья · g6 белая пешка · f3 белый король | f8 чёрная ладья · g8 чёрный король · h8 белый слон · f7 чёрная пешка · h7 белая ладья · g6 белая пешка · f3 белый король | f8 чёрная ладья · g8 чёрный король · h8 белый слон · f7 чёрная пешка · h7 белая ладья · g6 белая пешка · f3 белый король | f8 чёрная ладья · g8 чёрный король · h8 белый слон · f7 чёрная пешка · h7 белая ладья · g6 белая пешка · f3 белый король | f8 чёрная ладья · g8 чёрный король · h8 белый слон · f7 чёрная пешка · h7 белая ладья · g6 белая пешка · f3 белый король | f8 чёрная ладья · g8 чёрный король · h8 белый слон · f7 чёрная пешка · h7 белая ладья · g6 белая пешка · f3 белый король | 5 |
| 4 | f8 чёрная ладья · g8 чёрный король · h8 белый слон · f7 чёрная пешка · h7 белая ладья · g6 белая пешка · f3 белый король | f8 чёрная ладья · g8 чёрный король · h8 белый слон · f7 чёрная пешка · h7 белая ладья · g6 белая пешка · f3 белый король | f8 чёрная ладья · g8 чёрный король · h8 белый слон · f7 чёрная пешка · h7 белая ладья · g6 белая пешка · f3 белый король | f8 чёрная ладья · g8 чёрный король · h8 белый слон · f7 чёрная пешка · h7 белая ладья · g6 белая пешка · f3 белый король | f8 чёрная ладья · g8 чёрный король · h8 белый слон · f7 чёрная пешка · h7 белая ладья · g6 белая пешка · f3 белый король | f8 чёрная ладья · g8 чёрный король · h8 белый слон · f7 чёрная пешка · h7 белая ладья · g6 белая пешка · f3 белый король | f8 чёрная ладья · g8 чёрный король · h8 белый слон · f7 чёрная пешка · h7 белая ладья · g6 белая пешка · f3 белый король | f8 чёрная ладья · g8 чёрный король · h8 белый слон · f7 чёрная пешка · h7 белая ладья · g6 белая пешка · f3 белый король | 4 |
| 3 | f8 чёрная ладья · g8 чёрный король · h8 белый слон · f7 чёрная пешка · h7 белая ладья · g6 белая пешка · f3 белый король | f8 чёрная ладья · g8 чёрный король · h8 белый слон · f7 чёрная пешка · h7 белая ладья · g6 белая пешка · f3 белый король | f8 чёрная ладья · g8 чёрный король · h8 белый слон · f7 чёрная пешка · h7 белая ладья · g6 белая пешка · f3 белый король | f8 чёрная ладья · g8 чёрный король · h8 белый слон · f7 чёрная пешка · h7 белая ладья · g6 белая пешка · f3 белый король | f8 чёрная ладья · g8 чёрный король · h8 белый слон · f7 чёрная пешка · h7 белая ладья · g6 белая пешка · f3 белый король | f8 чёрная ладья · g8 чёрный король · h8 белый слон · f7 чёрная пешка · h7 белая ладья · g6 белая пешка · f3 белый король | f8 чёрная ладья · g8 чёрный король · h8 белый слон · f7 чёрная пешка · h7 белая ладья · g6 белая пешка · f3 белый король | f8 чёрная ладья · g8 чёрный король · h8 белый слон · f7 чёрная пешка · h7 белая ладья · g6 белая пешка · f3 белый король | 3 |
| 2 | f8 чёрная ладья · g8 чёрный король · h8 белый слон · f7 чёрная пешка · h7 белая ладья · g6 белая пешка · f3 белый король | f8 чёрная ладья · g8 чёрный король · h8 белый слон · f7 чёрная пешка · h7 белая ладья · g6 белая пешка · f3 белый король | f8 чёрная ладья · g8 чёрный король · h8 белый слон · f7 чёрная пешка · h7 белая ладья · g6 белая пешка · f3 белый король | f8 чёрная ладья · g8 чёрный король · h8 белый слон · f7 чёрная пешка · h7 белая ладья · g6 белая пешка · f3 белый король | f8 чёрная ладья · g8 чёрный король · h8 белый слон · f7 чёрная пешка · h7 белая ладья · g6 белая пешка · f3 белый король | f8 чёрная ладья · g8 чёрный король · h8 белый слон · f7 чёрная пешка · h7 белая ладья · g6 белая пешка · f3 белый король | f8 чёрная ладья · g8 чёрный король · h8 белый слон · f7 чёрная пешка · h7 белая ладья · g6 белая пешка · f3 белый король | f8 чёрная ладья · g8 чёрный король · h8 белый слон · f7 чёрная пешка · h7 белая ладья · g6 белая пешка · f3 белый король | 2 |
| 1 | f8 чёрная ладья · g8 чёрный король · h8 белый слон · f7 чёрная пешка · h7 белая ладья · g6 белая пешка · f3 белый король | f8 чёрная ладья · g8 чёрный король · h8 белый слон · f7 чёрная пешка · h7 белая ладья · g6 белая пешка · f3 белый король | f8 чёрная ладья · g8 чёрный король · h8 белый слон · f7 чёрная пешка · h7 белая ладья · g6 белая пешка · f3 белый король | f8 чёрная ладья · g8 чёрный король · h8 белый слон · f7 чёрная пешка · h7 белая ладья · g6 белая пешка · f3 белый король | f8 чёрная ладья · g8 чёрный король · h8 белый слон · f7 чёрная пешка · h7 белая ладья · g6 белая пешка · f3 белый король | f8 чёрная ладья · g8 чёрный король · h8 белый слон · f7 чёрная пешка · h7 белая ладья · g6 белая пешка · f3 белый король | f8 чёрная ладья · g8 чёрный король · h8 белый слон · f7 чёрная пешка · h7 белая ладья · g6 белая пешка · f3 белый король | f8 чёрная ладья · g8 чёрный король · h8 белый слон · f7 чёрная пешка · h7 белая ладья · g6 белая пешка · f3 белый король | 1 |
|   | a | b | c | d | e | f | g | h |   |

Решение:
1. Лg7+! Кр:h8

2. Лh7+ Крg8

3. g7! с выигрышем
|   | a | b | c | d | e | f | g | h |   |
| - | --- | --- | --- | --- | --- | --- | --- | --- | - |
| 8 | g7 чёрный слон · h7 чёрный король · c6 чёрная пешка · g6 чёрная пешка · f5 чёрная пешка · a3 чёрная пешка · f2 белый король · d1 белая ладья · e1 белый слон | g7 чёрный слон · h7 чёрный король · c6 чёрная пешка · g6 чёрная пешка · f5 чёрная пешка · a3 чёрная пешка · f2 белый король · d1 белая ладья · e1 белый слон | g7 чёрный слон · h7 чёрный король · c6 чёрная пешка · g6 чёрная пешка · f5 чёрная пешка · a3 чёрная пешка · f2 белый король · d1 белая ладья · e1 белый слон | g7 чёрный слон · h7 чёрный король · c6 чёрная пешка · g6 чёрная пешка · f5 чёрная пешка · a3 чёрная пешка · f2 белый король · d1 белая ладья · e1 белый слон | g7 чёрный слон · h7 чёрный король · c6 чёрная пешка · g6 чёрная пешка · f5 чёрная пешка · a3 чёрная пешка · f2 белый король · d1 белая ладья · e1 белый слон | g7 чёрный слон · h7 чёрный король · c6 чёрная пешка · g6 чёрная пешка · f5 чёрная пешка · a3 чёрная пешка · f2 белый король · d1 белая ладья · e1 белый слон | g7 чёрный слон · h7 чёрный король · c6 чёрная пешка · g6 чёрная пешка · f5 чёрная пешка · a3 чёрная пешка · f2 белый король · d1 белая ладья · e1 белый слон | g7 чёрный слон · h7 чёрный король · c6 чёрная пешка · g6 чёрная пешка · f5 чёрная пешка · a3 чёрная пешка · f2 белый король · d1 белая ладья · e1 белый слон | 8 |
| 7 | g7 чёрный слон · h7 чёрный король · c6 чёрная пешка · g6 чёрная пешка · f5 чёрная пешка · a3 чёрная пешка · f2 белый король · d1 белая ладья · e1 белый слон | g7 чёрный слон · h7 чёрный король · c6 чёрная пешка · g6 чёрная пешка · f5 чёрная пешка · a3 чёрная пешка · f2 белый король · d1 белая ладья · e1 белый слон | g7 чёрный слон · h7 чёрный король · c6 чёрная пешка · g6 чёрная пешка · f5 чёрная пешка · a3 чёрная пешка · f2 белый король · d1 белая ладья · e1 белый слон | g7 чёрный слон · h7 чёрный король · c6 чёрная пешка · g6 чёрная пешка · f5 чёрная пешка · a3 чёрная пешка · f2 белый король · d1 белая ладья · e1 белый слон | g7 чёрный слон · h7 чёрный король · c6 чёрная пешка · g6 чёрная пешка · f5 чёрная пешка · a3 чёрная пешка · f2 белый король · d1 белая ладья · e1 белый слон | g7 чёрный слон · h7 чёрный король · c6 чёрная пешка · g6 чёрная пешка · f5 чёрная пешка · a3 чёрная пешка · f2 белый король · d1 белая ладья · e1 белый слон | g7 чёрный слон · h7 чёрный король · c6 чёрная пешка · g6 чёрная пешка · f5 чёрная пешка · a3 чёрная пешка · f2 белый король · d1 белая ладья · e1 белый слон | g7 чёрный слон · h7 чёрный король · c6 чёрная пешка · g6 чёрная пешка · f5 чёрная пешка · a3 чёрная пешка · f2 белый король · d1 белая ладья · e1 белый слон | 7 |
| 6 | g7 чёрный слон · h7 чёрный король · c6 чёрная пешка · g6 чёрная пешка · f5 чёрная пешка · a3 чёрная пешка · f2 белый король · d1 белая ладья · e1 белый слон | g7 чёрный слон · h7 чёрный король · c6 чёрная пешка · g6 чёрная пешка · f5 чёрная пешка · a3 чёрная пешка · f2 белый король · d1 белая ладья · e1 белый слон | g7 чёрный слон · h7 чёрный король · c6 чёрная пешка · g6 чёрная пешка · f5 чёрная пешка · a3 чёрная пешка · f2 белый король · d1 белая ладья · e1 белый слон | g7 чёрный слон · h7 чёрный король · c6 чёрная пешка · g6 чёрная пешка · f5 чёрная пешка · a3 чёрная пешка · f2 белый король · d1 белая ладья · e1 белый слон | g7 чёрный слон · h7 чёрный король · c6 чёрная пешка · g6 чёрная пешка · f5 чёрная пешка · a3 чёрная пешка · f2 белый король · d1 белая ладья · e1 белый слон | g7 чёрный слон · h7 чёрный король · c6 чёрная пешка · g6 чёрная пешка · f5 чёрная пешка · a3 чёрная пешка · f2 белый король · d1 белая ладья · e1 белый слон | g7 чёрный слон · h7 чёрный король · c6 чёрная пешка · g6 чёрная пешка · f5 чёрная пешка · a3 чёрная пешка · f2 белый король · d1 белая ладья · e1 белый слон | g7 чёрный слон · h7 чёрный король · c6 чёрная пешка · g6 чёрная пешка · f5 чёрная пешка · a3 чёрная пешка · f2 белый король · d1 белая ладья · e1 белый слон | 6 |
| 5 | g7 чёрный слон · h7 чёрный король · c6 чёрная пешка · g6 чёрная пешка · f5 чёрная пешка · a3 чёрная пешка · f2 белый король · d1 белая ладья · e1 белый слон | g7 чёрный слон · h7 чёрный король · c6 чёрная пешка · g6 чёрная пешка · f5 чёрная пешка · a3 чёрная пешка · f2 белый король · d1 белая ладья · e1 белый слон | g7 чёрный слон · h7 чёрный король · c6 чёрная пешка · g6 чёрная пешка · f5 чёрная пешка · a3 чёрная пешка · f2 белый король · d1 белая ладья · e1 белый слон | g7 чёрный слон · h7 чёрный король · c6 чёрная пешка · g6 чёрная пешка · f5 чёрная пешка · a3 чёрная пешка · f2 белый король · d1 белая ладья · e1 белый слон | g7 чёрный слон · h7 чёрный король · c6 чёрная пешка · g6 чёрная пешка · f5 чёрная пешка · a3 чёрная пешка · f2 белый король · d1 белая ладья · e1 белый слон | g7 чёрный слон · h7 чёрный король · c6 чёрная пешка · g6 чёрная пешка · f5 чёрная пешка · a3 чёрная пешка · f2 белый король · d1 белая ладья · e1 белый слон | g7 чёрный слон · h7 чёрный король · c6 чёрная пешка · g6 чёрная пешка · f5 чёрная пешка · a3 чёрная пешка · f2 белый король · d1 белая ладья · e1 белый слон | g7 чёрный слон · h7 чёрный король · c6 чёрная пешка · g6 чёрная пешка · f5 чёрная пешка · a3 чёрная пешка · f2 белый король · d1 белая ладья · e1 белый слон | 5 |
| 4 | g7 чёрный слон · h7 чёрный король · c6 чёрная пешка · g6 чёрная пешка · f5 чёрная пешка · a3 чёрная пешка · f2 белый король · d1 белая ладья · e1 белый слон | g7 чёрный слон · h7 чёрный король · c6 чёрная пешка · g6 чёрная пешка · f5 чёрная пешка · a3 чёрная пешка · f2 белый король · d1 белая ладья · e1 белый слон | g7 чёрный слон · h7 чёрный король · c6 чёрная пешка · g6 чёрная пешка · f5 чёрная пешка · a3 чёрная пешка · f2 белый король · d1 белая ладья · e1 белый слон | g7 чёрный слон · h7 чёрный король · c6 чёрная пешка · g6 чёрная пешка · f5 чёрная пешка · a3 чёрная пешка · f2 белый король · d1 белая ладья · e1 белый слон | g7 чёрный слон · h7 чёрный король · c6 чёрная пешка · g6 чёрная пешка · f5 чёрная пешка · a3 чёрная пешка · f2 белый король · d1 белая ладья · e1 белый слон | g7 чёрный слон · h7 чёрный король · c6 чёрная пешка · g6 чёрная пешка · f5 чёрная пешка · a3 чёрная пешка · f2 белый король · d1 белая ладья · e1 белый слон | g7 чёрный слон · h7 чёрный король · c6 чёрная пешка · g6 чёрная пешка · f5 чёрная пешка · a3 чёрная пешка · f2 белый король · d1 белая ладья · e1 белый слон | g7 чёрный слон · h7 чёрный король · c6 чёрная пешка · g6 чёрная пешка · f5 чёрная пешка · a3 чёрная пешка · f2 белый король · d1 белая ладья · e1 белый слон | 4 |
| 3 | g7 чёрный слон · h7 чёрный король · c6 чёрная пешка · g6 чёрная пешка · f5 чёрная пешка · a3 чёрная пешка · f2 белый король · d1 белая ладья · e1 белый слон | g7 чёрный слон · h7 чёрный король · c6 чёрная пешка · g6 чёрная пешка · f5 чёрная пешка · a3 чёрная пешка · f2 белый король · d1 белая ладья · e1 белый слон | g7 чёрный слон · h7 чёрный король · c6 чёрная пешка · g6 чёрная пешка · f5 чёрная пешка · a3 чёрная пешка · f2 белый король · d1 белая ладья · e1 белый слон | g7 чёрный слон · h7 чёрный король · c6 чёрная пешка · g6 чёрная пешка · f5 чёрная пешка · a3 чёрная пешка · f2 белый король · d1 белая ладья · e1 белый слон | g7 чёрный слон · h7 чёрный король · c6 чёрная пешка · g6 чёрная пешка · f5 чёрная пешка · a3 чёрная пешка · f2 белый король · d1 белая ладья · e1 белый слон | g7 чёрный слон · h7 чёрный король · c6 чёрная пешка · g6 чёрная пешка · f5 чёрная пешка · a3 чёрная пешка · f2 белый король · d1 белая ладья · e1 белый слон | g7 чёрный слон · h7 чёрный король · c6 чёрная пешка · g6 чёрная пешка · f5 чёрная пешка · a3 чёрная пешка · f2 белый король · d1 белая ладья · e1 белый слон | g7 чёрный слон · h7 чёрный король · c6 чёрная пешка · g6 чёрная пешка · f5 чёрная пешка · a3 чёрная пешка · f2 белый король · d1 белая ладья · e1 белый слон | 3 |
| 2 | g7 чёрный слон · h7 чёрный король · c6 чёрная пешка · g6 чёрная пешка · f5 чёрная пешка · a3 чёрная пешка · f2 белый король · d1 белая ладья · e1 белый слон | g7 чёрный слон · h7 чёрный король · c6 чёрная пешка · g6 чёрная пешка · f5 чёрная пешка · a3 чёрная пешка · f2 белый король · d1 белая ладья · e1 белый слон | g7 чёрный слон · h7 чёрный король · c6 чёрная пешка · g6 чёрная пешка · f5 чёрная пешка · a3 чёрная пешка · f2 белый король · d1 белая ладья · e1 белый слон | g7 чёрный слон · h7 чёрный король · c6 чёрная пешка · g6 чёрная пешка · f5 чёрная пешка · a3 чёрная пешка · f2 белый король · d1 белая ладья · e1 белый слон | g7 чёрный слон · h7 чёрный король · c6 чёрная пешка · g6 чёрная пешка · f5 чёрная пешка · a3 чёрная пешка · f2 белый король · d1 белая ладья · e1 белый слон | g7 чёрный слон · h7 чёрный король · c6 чёрная пешка · g6 чёрная пешка · f5 чёрная пешка · a3 чёрная пешка · f2 белый король · d1 белая ладья · e1 белый слон | g7 чёрный слон · h7 чёрный король · c6 чёрная пешка · g6 чёрная пешка · f5 чёрная пешка · a3 чёрная пешка · f2 белый король · d1 белая ладья · e1 белый слон | g7 чёрный слон · h7 чёрный король · c6 чёрная пешка · g6 чёрная пешка · f5 чёрная пешка · a3 чёрная пешка · f2 белый король · d1 белая ладья · e1 белый слон | 2 |
| 1 | g7 чёрный слон · h7 чёрный король · c6 чёрная пешка · g6 чёрная пешка · f5 чёрная пешка · a3 чёрная пешка · f2 белый король · d1 белая ладья · e1 белый слон | g7 чёрный слон · h7 чёрный король · c6 чёрная пешка · g6 чёрная пешка · f5 чёрная пешка · a3 чёрная пешка · f2 белый король · d1 белая ладья · e1 белый слон | g7 чёрный слон · h7 чёрный король · c6 чёрная пешка · g6 чёрная пешка · f5 чёрная пешка · a3 чёрная пешка · f2 белый король · d1 белая ладья · e1 белый слон | g7 чёрный слон · h7 чёрный король · c6 чёрная пешка · g6 чёрная пешка · f5 чёрная пешка · a3 чёрная пешка · f2 белый король · d1 белая ладья · e1 белый слон | g7 чёрный слон · h7 чёрный король · c6 чёрная пешка · g6 чёрная пешка · f5 чёрная пешка · a3 чёрная пешка · f2 белый король · d1 белая ладья · e1 белый слон | g7 чёрный слон · h7 чёрный король · c6 чёрная пешка · g6 чёрная пешка · f5 чёрная пешка · a3 чёрная пешка · f2 белый король · d1 белая ладья · e1 белый слон | g7 чёрный слон · h7 чёрный король · c6 чёрная пешка · g6 чёрная пешка · f5 чёрная пешка · a3 чёрная пешка · f2 белый король · d1 белая ладья · e1 белый слон | g7 чёрный слон · h7 чёрный король · c6 чёрная пешка · g6 чёрная пешка · f5 чёрная пешка · a3 чёрная пешка · f2 белый король · d1 белая ладья · e1 белый слон | 1 |
|   | a | b | c | d | e | f | g | h |   |

Решение:
1. Лd7! (1. Лd2? Сb2, и пешку не остановить) Крh6 (1… Крg8 2. Лd8+ и 3. Лa8)

2. Крf3 (Нельзя 2. Лa7 Сd4+) a2

3. Лd2! (3. Сd2+? g5! 4. С:g5+! Крg6! Теперь же, после 3. Лd2, чёрным грозит мат в 3 хода) Сb2!

4. Лh2+ Крg7

5. Л:b2! a1Ф

4. Сc3+! с выигрышем ферзя.